# Little Miami River
Der Little Miami River (auch Little Miami Scenic River genannt) ist ein rechter Nebenfluss des Ohio River, ungefähr 257 km lang.
Er fließt im südwestlichen Ohio (USA) und trifft östlich von Cincinnati auf den Ohio River.
Der Fluss ist nach dem Volk der Miami benannt, die in dieser Gegend bis zum Beginn der Landnahme durch weiße Siedler lebten.
Der Little Miami River ist ein National Scenic River.
Er entspringt nahe dem Clifton Gorge State Nature Preserve.
Viele Parks und Radwege wurden entlang des Flusses angelegt, z. B. der Little Miami Bike Trail, der Buckeye Trail und der Little Miami State Park and National Scenic River. Das derzeit im Bau befindliche Ohio to Erie Trail-Projekt soll die Wege mit anderen des Staates Ohio verbinden und so einen zusammenhängenden Radweg vom Eriesee zum Ohio River bilden.
Der Fluss bildet die östliche Grenze des Symmes Purchase und die westliche Grenze des Virginia Military District.